# ۷۷۷ (میلادی)
۷۷۷ (میلادی) هفتصد و هفتاد و هفتمین سال تقویم میلادی است.

## درگذشتگان
‎